# Dorfkirche Schorbus

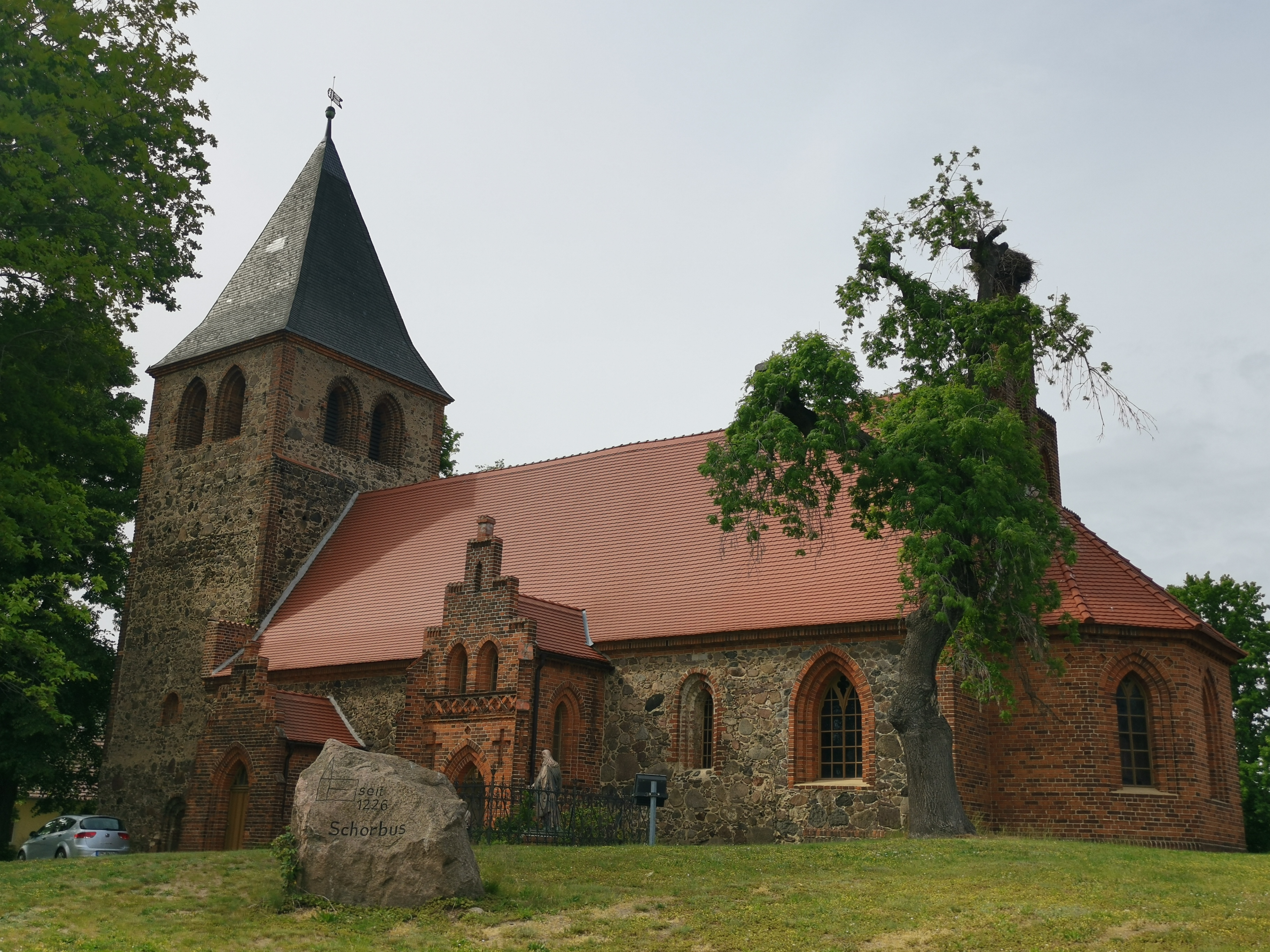
Dorfkirche Schorbus (2020)

Die evangelische Dorfkirche Schorbus ist ein denkmalgeschütztes Kirchengebäude im Ortsteil Schorbus der Kleinstadt Drebkau im südbrandenburgischen Landkreis Spree-Neiße. Sie gehört zur Kirchengemeinde Cottbus-Süd im Kirchenkreis Cottbus der Evangelischen Kirche Berlin-Brandenburg-schlesische Oberlausitz.

## Baubeschreibung und -geschichte
Eine Kirche in Schorbus wurde urkundlich erstmals im Jahre 1226 erwähnt.
Bei der im 14. beziehungsweise 15. Jahrhundert errichteten Schorbuser Dorfkirche handelt es sich um einen erhöht angelegten Saalbau mit Satteldach aus Feld- und Backstein. Im Westen des Kirchenschiffs schließt sich ein quadratischer Turm mit geknicktem Zeltdach an, der im Oberteil an allen vier Seiten spitzbogige Schallöffnungen besitzt. Östlich des Kirchenschiffs schließt sich eine polygonale Apsis an, im Süden zwei Backsteinvorhallen. Apsis und Vorhallen kamen bei umfangreichen Erneuerungsarbeiten im Jahre 1862 hinzu. Im Norden befindet sich der Anbau einer später hinzugefügten Sakristei mit Tonnengewölbe.
Eine umfangreiche Restaurierung und Instandhaltung erfuhr das Bauwerk in der Zeit von 2002 bis 2005. Danach konnte es zu Ostern 2006 wieder in den Dienst der Gemeinde gestellt werden.

## Ausstattung (Auswahl)

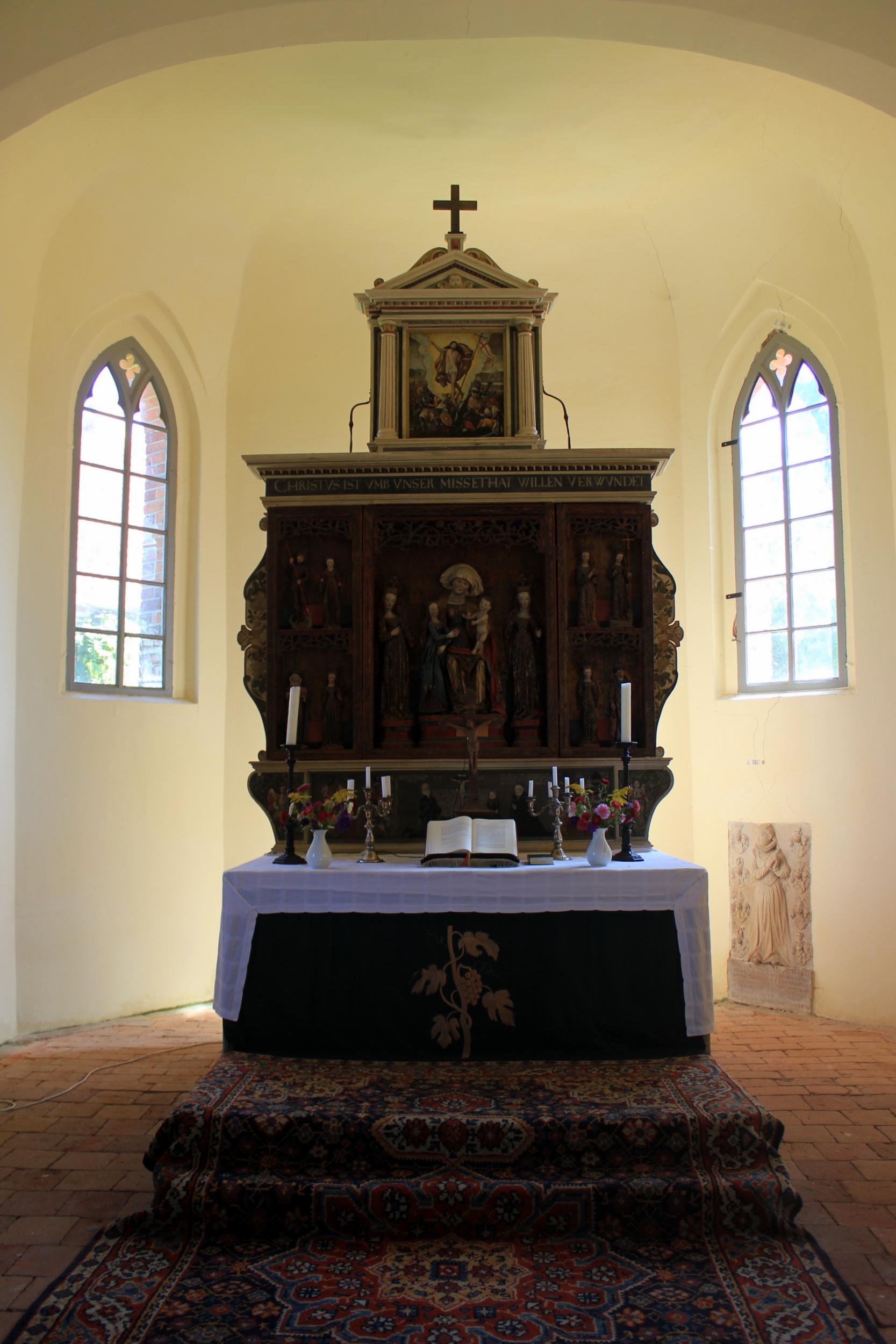
Altar
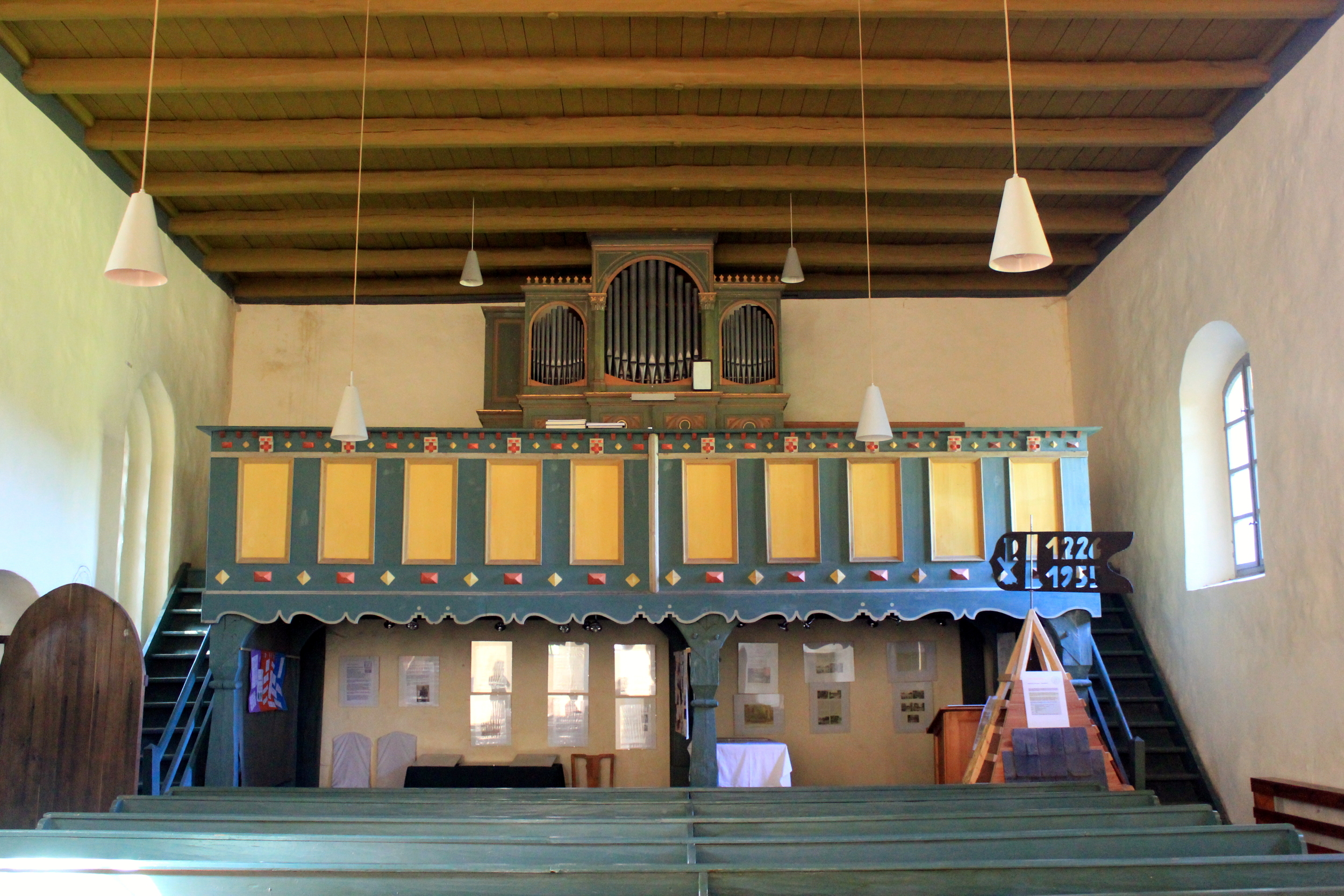
Westempore
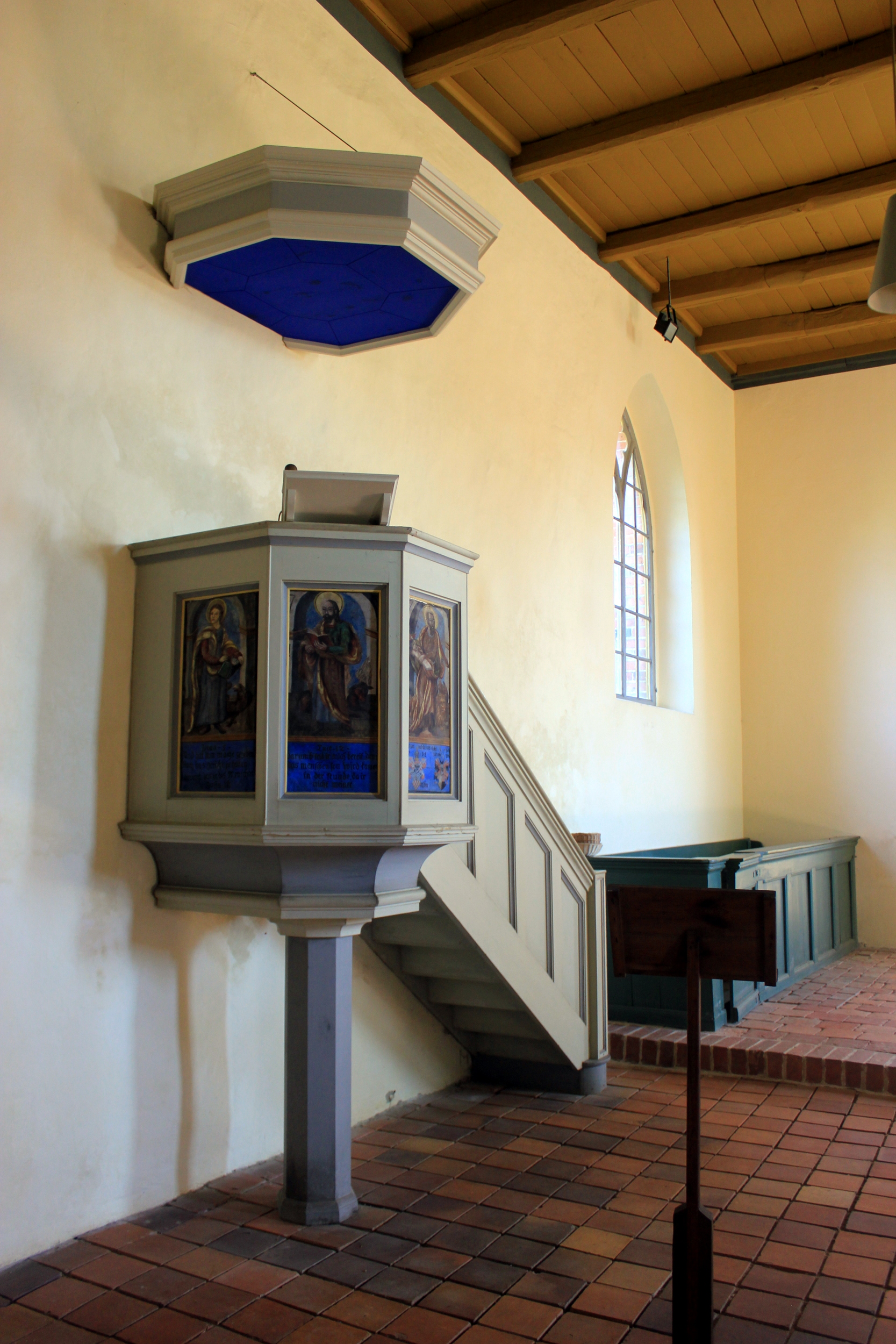
Kanzel
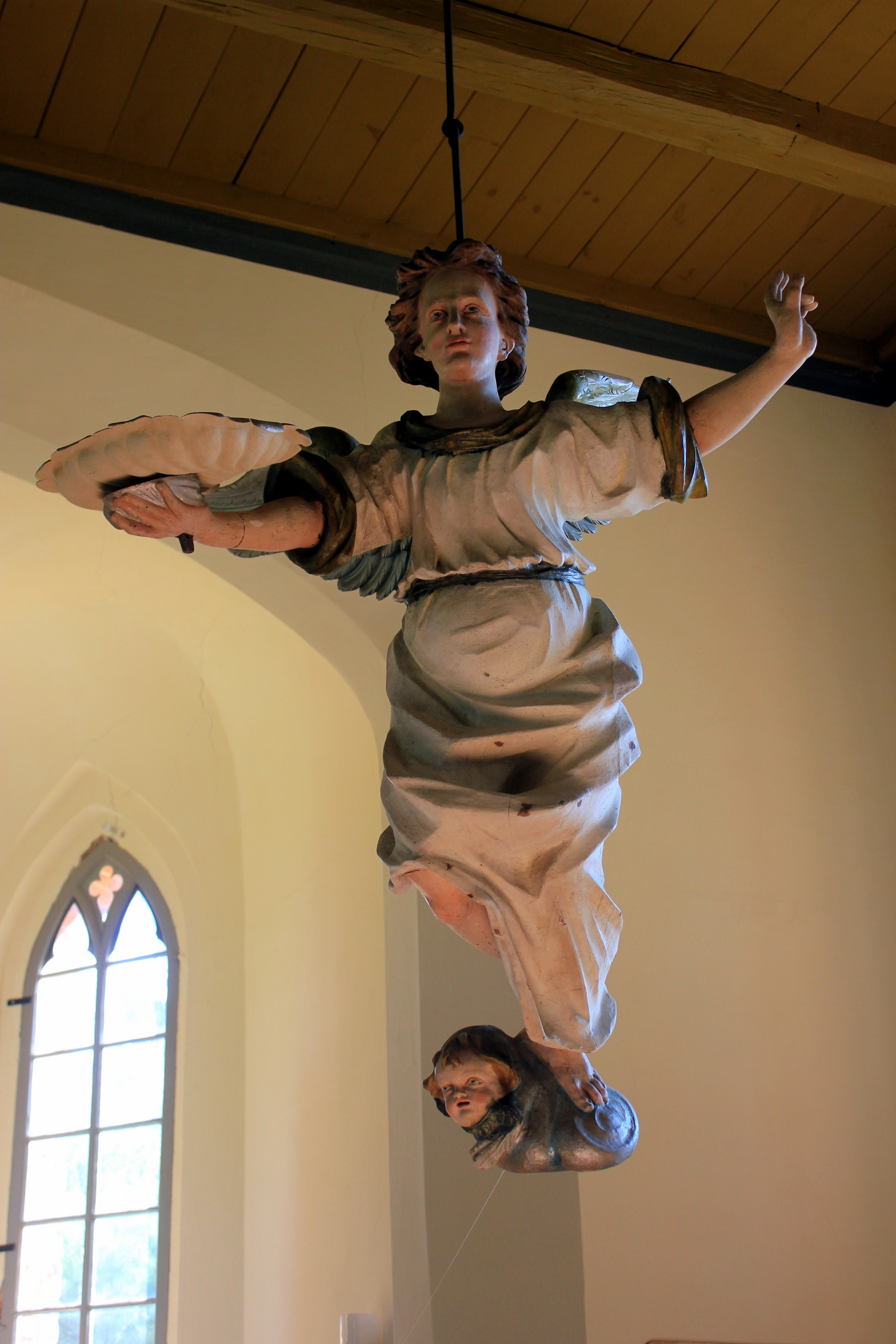
Taufengel

Das Innere der Kirche ist von einer barocken Westempore geprägt, auf der sich auch die Orgel befindet.
Sie besitzt außerdem einen spätgotischen Schnitzaltar, der aus dem letzten Viertel des 15. oder ersten Viertel des 16. Jahrhunderts stammt. Im Mittelschrein Anna selbdritt zwischen zwei weiblichen Heiligen zu sehen. Auf den Innen- und Außenseiten der Flügel befinden sich weitere Heiligenfiguren. Der hölzerne Altaraufsatz ist aus dem Jahre 1582. Die hölzerne Kanzel der Kirche stammt aus dem Jahre 1598. In den Kanzelfeldern befinden sich Gemälde der Evangelisten. An der Ausstattung, auch der anderen Filialkirchen, beteiligten sich die Patronatsfamilien.
Des Weiteren ist hier ein ebenfalls unter Denkmalschutz stehender Taufengel aus der 1. Hälfte des 18. Jahrhunderts zu finden. Diese Schnitzarbeit wurde im Jahre 2002 restauriert.

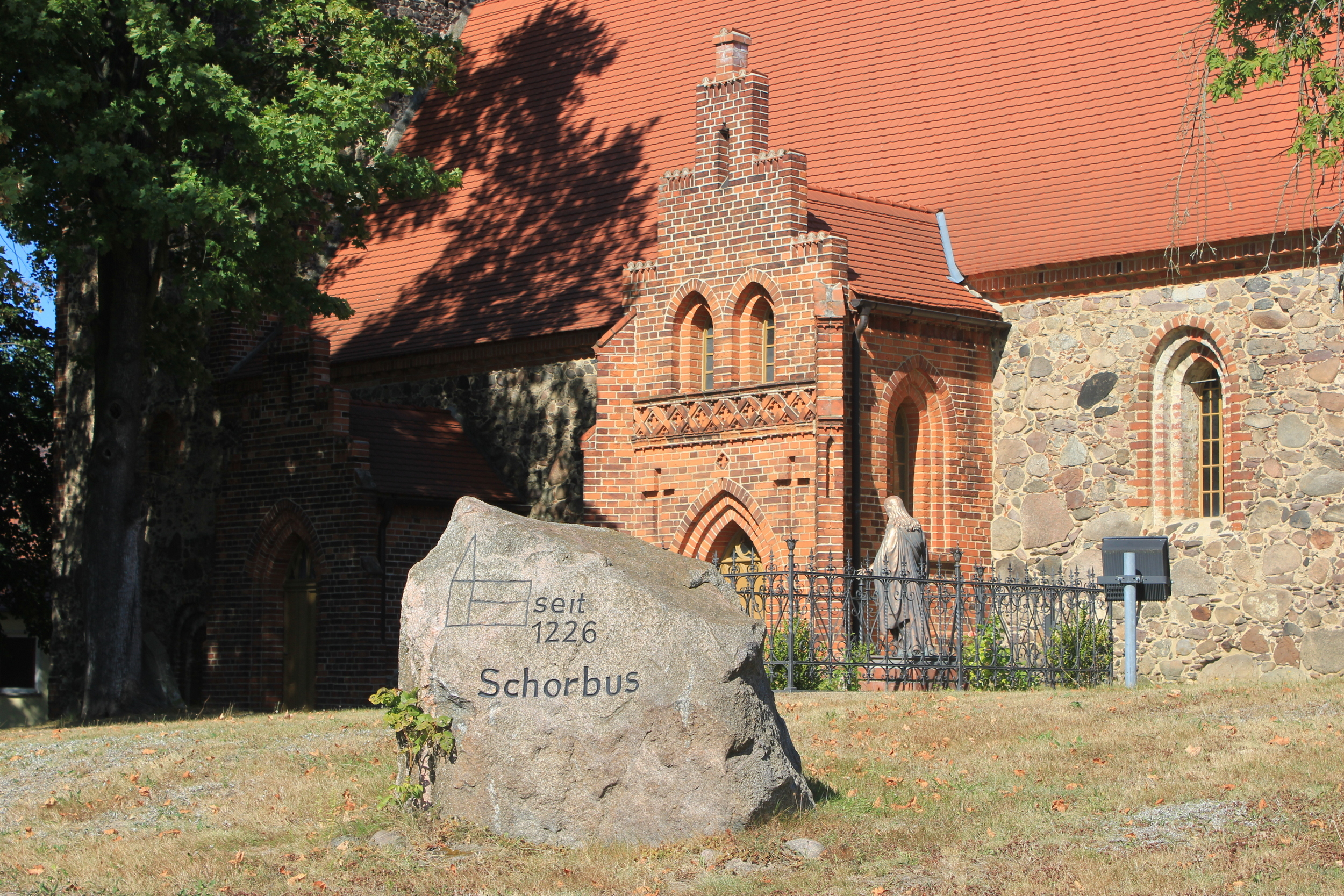
Südseite der Kirche mit Vorhallen und Grabmälern (2016)

## Grabmäler
Im Chor der Kirche ist ein Kindergrabstein mit Inschrift für die im Jahre 1591 verstorbene Eva von Kottwitz zu finden. An der äußeren Südwand befinden sich sechs Grabsteine mit Inschrift aus dem 18. Jahrhundert. Außerdem ist hier klassizistisches Grabdenkmal für August Fürchtegott Petsch († 1806) zu finden.
Auf dem unmittelbar an der Kirche gelegenen Friedhof ist des Weiteren ein in Gefallenendenkmal in Form einer Stele für die im Ersten Weltkrieg gefallenen Dorfbewohner. Aus dem Zweiten Weltkrieg sind ein Kriegsgrab mit den Namen von drei Gefallenen und mehrere Einzelgräber zu finden.